# Josef August Heller
Josef August Heller (kolem roku 1800 Žatec – 17. prosince 1855 Praha) byl český hudební skladatel a kritik.

## Život
Hudba nebyla jeho hlavním povoláním. Živil se jako finanční úředník v Praze. Vystupoval jako hudební kritik v pražských listech. Byl velmi konzervativního zaměření, proslul ostrými kritikami díla Richarda Wagnera. Byl členem Sboru pro zřízení českého Národního divadla v Praze.

## Dílo
- Zamora (opera, Praha, 21. června 1845)
- Aurelie (opera, 1849)
- Marion de Lorme (opera)
- Cotillon mit zwei Trio's, dann drey Galop's für das Pianoforte
- Drei Gesänge mit Begleitung des Pianoforte
- Četné chrámové skladby, mše, requiem
- Písně na české texty (Ulehčení, Modré oči)